# آل هميل (السليل)
آل هميل، هي قرية من فئة (ب) تقع في محافظة السليل، والتابعة لمنطقة الرياض في السعودية. وتبعد آل هميل عن محافظة السليل بمسافة تقارب () كم.